# Hans Georg Nägeli
Hans Georg Nägeli (Wetzikon, 26 maggio 1773 – Zurigo, 26 dicembre 1836) è stato un compositore e editore svizzero.

## Biografia
Figlio d'arte, nel 1790 aprì una propria bottega musicale con annessa stamperia. Fu da subito un autore prolifico di testi di teoria musicale, di estetica e di iniziazione all'arte, destinati specialmente a giovani studenti. I suoi scritti più importanti furono raccolti in Vorlesungen über Musik mit Berucksichtung der Dilettanten ("Letture sulla musica con riguardo ai dilettanti"), pubblicato nel 1826. All'attività di maestro elementare unì quella delle due società di canto da lui fondate a Zurigo (in tedesco: Singinstitut nel 1805 e Sängervereine nel 1828).
In qualità di editore musicale, nel 1803 iniziò a pubblicare il Repertoire des Clavecinistes, che includeva le prime edizioni di pezzi per tastiera di Muzio Clementi, Johann Baptist Cramer e Ludwig van Beethoven, per il quale curò in particolare le tre sonate dell'opera 31. Due anni prima, aveva debuttato nel mondo editoriale con la prima edizione de Il clavicembalo ben temperato di Bach.
La morte sopraggiunse a Zurigo nel 1836.
Gran parte dell'output compositivo di Nägeli è composto da opere per tastiera e lied, con alcune canzoni. Il suo Gold'ne Abendsonne è stato adattato da altri autori per vari scopi. Una versione della melodia, cantata da un uccello piumato a Today (programma in onda su BBC Radio 4), è stata definita dai conduttori come "canzone popolare", ma appare anche in varie edizioni musicali del Salterio metrico (col nome di canzone di "Zurigo"), nelle quali è correttamente attribuita a Nägeli.
Il suo inno salmico più noto è Dennis.

## Opere
Didattiche
- 1810 : Gesangbildungslehre nach Pestalozzischen Grundsätzen
- 1818 : Auszug aus der Gesangbildungslehre
- 1821 : Vollständige und ausführliche Gesangschule, zwoi Bend, zamma mit seim Landsmôô Michael Traugott Pfeiffer
- 1826 : Vorlesungen über Musik mit Berücksichtigung der Dilettanten
- 1827 : Der Streit zwischen der alten und neuen Musik
- 1828 : Musikalisches Tabellenwerk für Volksschulen zur Bildung des Figuralgesanges

Per lied
- Das Veilchen im Tale (su testo di Friedrich Kind)
- Lobgesang (su testo di J. A. Kramer)
- Nach der Heimat süßer Stille (su testo di Rudolf Friedrich Heinrich Magenau)
- Gold’ne Abendsonne (su testo di Anna Barbara Urner)